# Marina Bay Street Circuit
Marina Bay Street Circuit (tudi Singapore Street Circuit) je ulično dirkališče v Singapurju, ki od sezone 2008 gosti dirko Formule 1 za Veliko nagrado Singapurja.
Proga je dolga 5,063 kilometra. Urejena je na ulicah v neposredni bližini pristanišča, podobno kot dirkališči Circuit de Monaco in Valencia Street Circuit.

## Zmagovalci
| Leto | Dirkač           | Konstruktor          | Poročilo |
| ---- | ---------------- | -------------------- | -------- |
| 2024 | Lando Norris     | McLaren-Mercedes     | Poročilo |
| 2023 | Carlos Sainz Jr. | Ferrari              | Poročilo |
| 2022 | Sergio Pérez     | Red Bull Racing-RBPT | Poročilo |
| 2019 | Sebastian Vettel | Ferrari              | Poročilo |
| 2018 | Lewis Hamilton   | Mercedes             | Poročilo |
| 2017 | Lewis Hamilton   | Mercedes             | Poročilo |
| 2016 | Nico Rosberg     | Mercedes             | Poročilo |
| 2015 | Sebastian Vettel | Ferrari              | Poročilo |
| 2014 | Lewis Hamilton   | Mercedes             | Poročilo |
| 2013 | Sebastian Vettel | Red Bull-Renault     | Poročilo |
| 2012 | Sebastian Vettel | Red Bull-Renault     | Poročilo |
| 2011 | Sebastian Vettel | Red Bull-Renault     | Poročilo |
| 2010 | Fernando Alonso  | Ferrari              | Poročilo |
| 2009 | Lewis Hamilton   | McLaren-Mercedes     | Poročilo |
| 2008 | Fernando Alonso  | Renault              | Poročilo |